# カルピンスク市電
カルピンスク市電（ロシア語: Карпинский трамвай）は、かつてロシア連邦のカルピンスクに存在した路面電車である。

## 概要・歴史
スヴェルドロフスク州の都市・カルピンスク市内に存在した路面電車路線。1944年から工事が始まり、1946年6月26日に開通した。
カルピンスク市内に環状線（複線）を始めとする路線を有していた他、1953年には隣接するヴォルチャンスクとの間に全長16 kmの都市間路線が開通し、同市を走るヴォルチャンスク市電との接続も実施された。だが、1965年にカルピンスクからヴォルチャンスクへ向けて採石場で使用する大型ウォーキングショベルを移動させる際に線路が撤去され、その後も路線バスでの代替が可能な程の輸送量であった事から復旧工事は行われずそのまま廃止された。それ以降もカルピンスク市内の環状線は営業運転を続けたが、ソビエト連邦の崩壊後の経済混乱の影響を受けて1994年に全線廃止となり、施設や車両は撤去された。